# مناظرة المطبخ

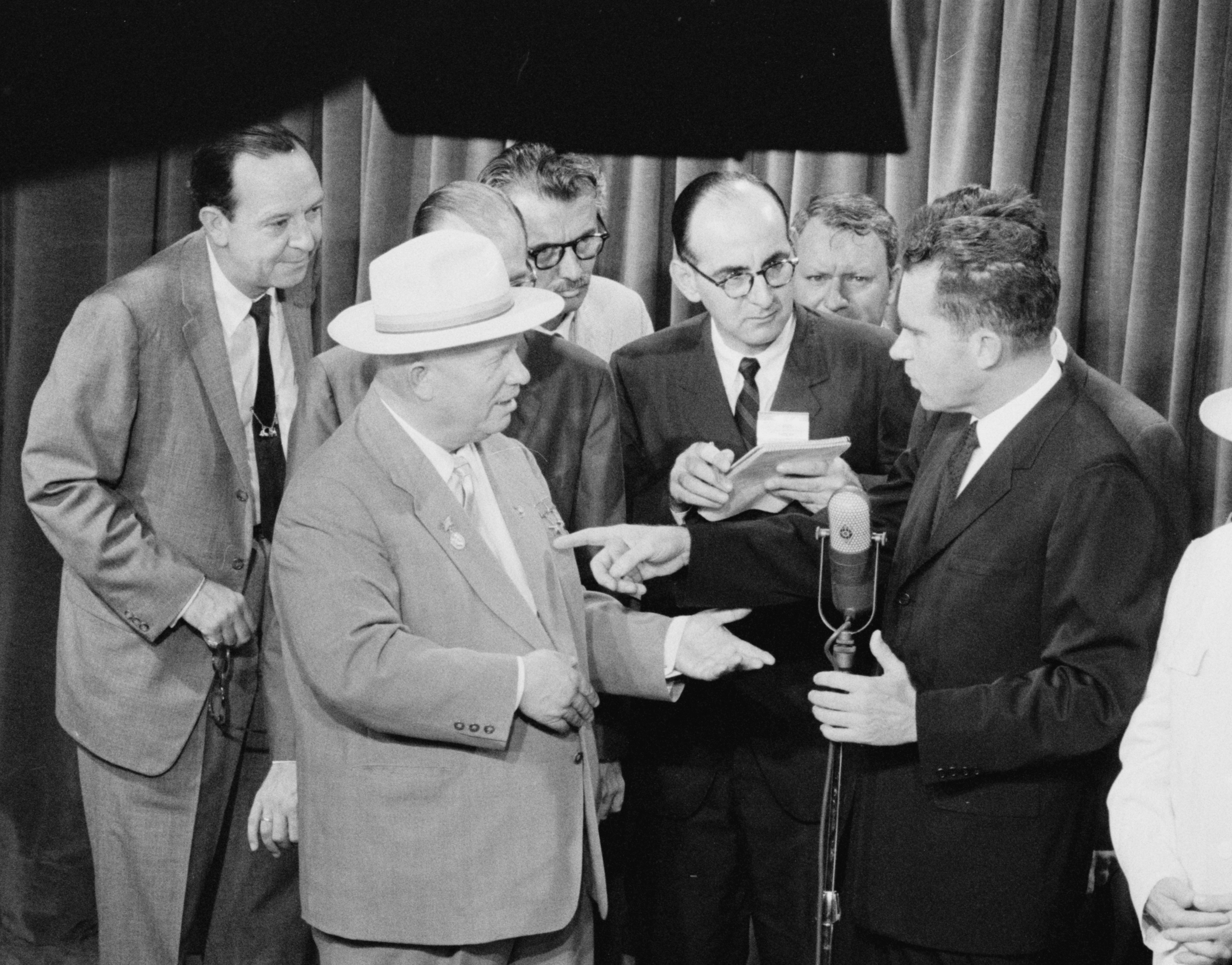
رئيس الوزراء السوفييتي نيكيتا خروشوف (يسار، في المقدمة) ونائب الرئيس الأمريكي ريتشارد نيكسون (يمين) يناقشان مزايا الشيوعية في مقابل الرأسمالية في مطبخ أمريكي نموذجي في المعرض الوطني الأمريكي في موسكو (يوليو 1959)؛ الصورة من تصوير توماس جيه أوهالوران، مجموعة مكتبة الكونجرس

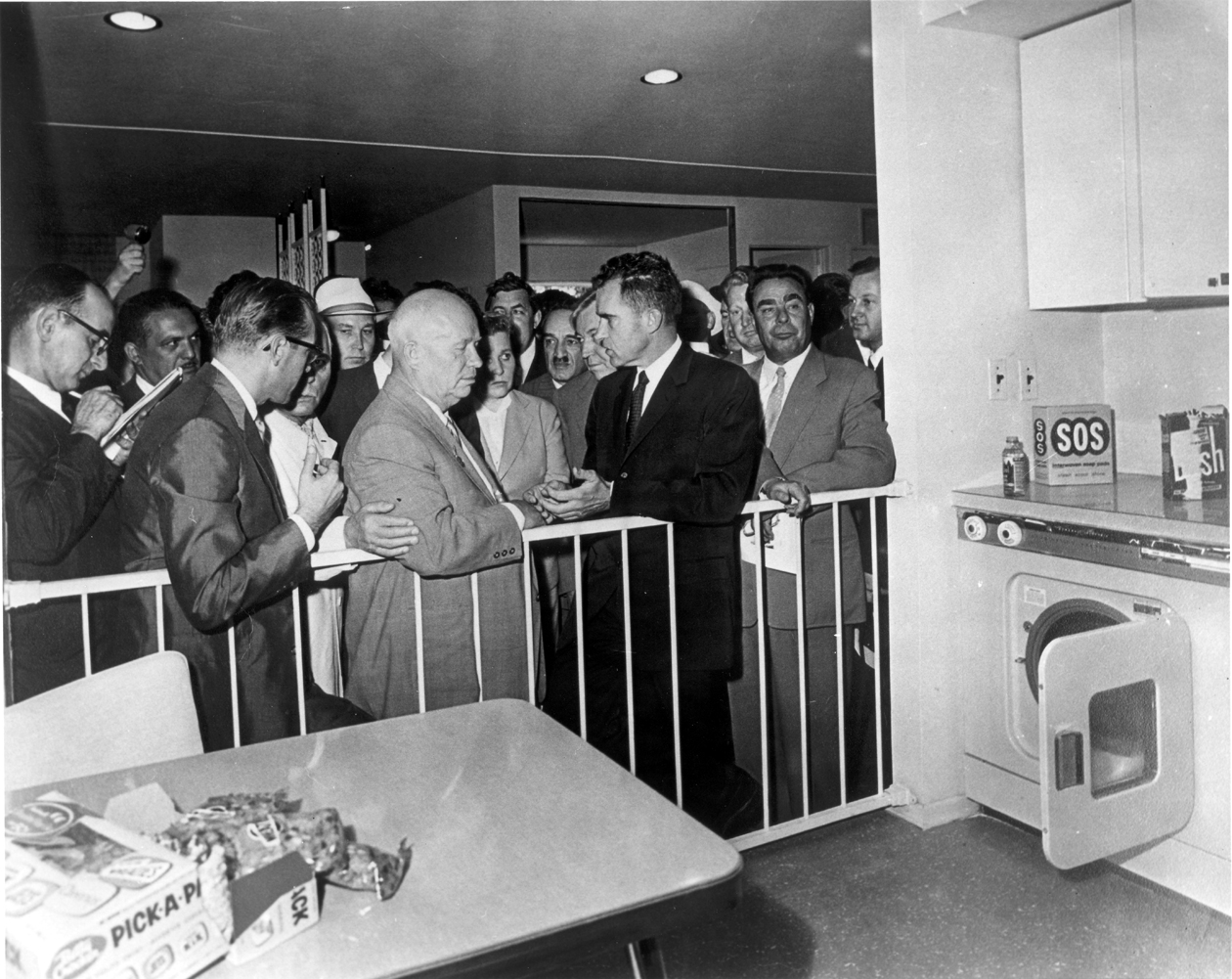
نائب الرئيس الأمريكي نيكسون يتشاجر مع خروشوف أمام الصحفيين والمتفرجين، بما في ذلك أعضاء المكتب السياسي ليونيد بريجنيف، وأناستاس ميكويان، ويكاترينا فورتسيفا في المعرض الوطني الأمريكي في حديقة سوكولنيكي، في موسكو، 1959

كانت مناظرة المطبخ (بالروسية: Кухонные дебаты) سلسلة من التبادلات المرتجلة من خلال المترجمين بين نائب الرئيس الأمريكي (لاحقًا الرئيس الأمريكي) ريتشارد نيكسون ورئيس الوزراء السوفيتي نيكيتا خروشوف، في افتتاح المعرض الوطني الأمريكي في حديقة سوكولنيكي في موسكو في 24 يوليو 1959.
بُني منزل كامل للمعرض، ادّعى العارضون الأمريكيون أنه في متناول أي شخص في الولايات المتحدة. زُوّد المنزل بأجهزة مُوفّرة للجهد وترفيهية، صُممت لتمثيل ثمار السوق الاستهلاكية الأمريكية الرأسمالية. سُجّلت المناظرة على شريط فيديو مُلوّن، وأشار نيكسون إلى هذه الحقيقة؛ وبُثّت لاحقًا في كلا البلدين.

## تاريخ
في عام 1959، اتفق الاتحاد السوفيتي والولايات المتحدة على إقامة معارض في بلديهما كتبادل ثقافي لتعزيز التفاهم. وكان هذا نتيجة للاتفاقية الثقافية الأمريكية السوفيتية لعام 1958. افتُتح المعرض السوفيتي في مدينة نيويورك في يونيو 1959، وكان نائب الرئيس نيكسون حاضرًا في الشهر التالي لافتتاح المعرض الأمريكي في موسكو. اصطحب نيكسون السكرتير الأول السوفيتي نيكيتا خروتشوف في جولة في المعرض. كان هناك العديد من العروض والسلع الاستهلاكية التي قدمتها أكثر من 450 شركة أمريكية. كانت القطعة المركزية للمعرض عبارة عن قبة جيوديسية تضم تجارب علمية وتقنية في منشأة تبلغ مساحتها 30,000 قدم مربع (2,800 متر مربع). اشترى السوفييت القبة في نهاية معرض موسكو.
كان ويليام سافير وكيل الصحافة للمعرض، وقد روى أن مناظرة المطبخ جرت في عدد من المواقع في المعرض، ولكن في المقام الأول في مطبخ منزل نموذجي في الضواحي تم قطعه إلى نصفين لسهولة المشاهدة. كان هذا واحدًا فقط من سلسلة من أربعة اجتماعات جرت بين نيكسون وخروشوف خلال معرض عام 1959. وكان نيكسون برفقة ميلتون أيزنهاور، الأخ الأصغر للرئيس أيزنهاور، الذي كان آنذاك رئيسًا لجامعة جونز هوبكنز. 
فاجأ خروشوف نيكسون خلال الاجتماع الأول في الكرملين باحتجاجه على قرار "الدول الأسيرة" الذي أصدره الكونغرس الأمريكي، والذي أدان الاتحاد السوفيتي لسيطرته على شعوب أوروبا الشرقية "الأسيرة"، ودعا الأمريكيين إلى الدعاء من أجلهم. بعد احتجاجه على إجراءات الكونغرس الأمريكي، رفض نيكسون التكنولوجيا الأمريكية الجديدة، وأعلن أن السوفييت سيمتلكون كل هذه الأشياء خلال بضع سنوات، وسيقولون "وداعًا" عند تخطيهم للولايات المتحدة 
انتقد خروتشوف تنوع الأجهزة الأمريكية. وعلى وجه الخصوص، رأى خروتشوف أن بعض هذه الأجهزة أصعب في الاستخدام من الطريقة التقليدية. ومن بين هذه الأجهزة عصارة ليمون يدوية للشاي. وانتقد الجهاز، قائلاً إنه أسهل بكثير في عصر العصير يدويًا، وأنه غير ضروري. سأل خروتشوف نيكسون عما إذا كان هذا الجهاز قياسيًا في المطابخ الأمريكية. اعترف نيكسون بأن بعض المنتجات لم تصل إلى السوق الأمريكية بعد، وأنها نماذج أولية.  سأل خروتشوف ساخرًا: "ألا تملكون آلة تضع الطعام في الفم وتدفعه للأسفل؟"، في إشارة إلى فيلم تشارلي شابلن "الأزمنة الحديثة" عام 1936.  رد نيكسون بأن المنافسة على الأقل تكنولوجية وليست عسكرية. واتفق الرجلان على أن الولايات المتحدة والاتحاد السوفيتي يجب أن يبحثا عن نقاط اتفاق. 
أُجريت الزيارة الثانية في استوديو تلفزيوني داخل المعرض الأمريكي. وفي النهاية، صرّح خروتشوف بأن كل ما قاله في مناظرتهما يجب أن يُترجم إلى الإنجليزية ويُبث في الولايات المتحدة. ردّ نيكسون: "بالتأكيد، وكل ما أقوله يجب أن يُترجم إلى الروسية ويُبثّ في جميع أنحاء الاتحاد السوفيتي. إنها صفقة عادلة". صافح خروتشوف هذا الاقتراح بحماس. 
جادل نيكسون بأن الأمريكيين بنوا للاستفادة من التقنيات الجديدة، بينما دافع خروتشوف عن الشيوعية مجادلاً بأن السوفييت بنوا للأجيال القادمة. صرّح خروتشوف قائلاً: "هذا ما تستطيع أمريكا فعله، وكم من الوقت مضى على وجودها؟ 300 عام؟ 150 عامًا من الاستقلال، وهذا هو مستواها. لم نبلغ بعد 42 عامًا، وبعد 7 سنوات أخرى، سنكون على نفس مستوى أمريكا، وبعد ذلك سنذهب إلى أبعد من ذلك."  أفاد سافير أن ليونيد بريجنيف كان حاضرًا وحاول عرقلة التقاط صوره. 
الزيارة الثالثة كانت داخل مطبخ منزل نموذجي مُقسّم، مُجهّز بغسالة أطباق وثلاجة وموقد. صُمّم المنزل ليُمثّل منزلًا بقيمة 14,000 دولار أمريكي، وهو ما يُمكن للعامل الأمريكي العادي تحمّله (ما يُعادل 151,000 دولار أمريكي في عام 2024). 

## دور المرأة ونقاش المطبخ
خلال الزيارة الثالثة، التي قام فيها نيكسون وخروشوف بجولة في مطبخ أمريكي نموذجي، بدأ الرجلان نقاشًا غير مُخطط له. استندت حجة نيكسون الافتتاحية في مناظرة المطبخ إلى تقدير الولايات المتحدة لربات البيوت؛ وأكد أن منح النساء فرصة الإقامة في منزل مريح، من خلال تركيب الأجهزة مباشرةً، كان مثالًا على التفوق الأمريكي. 
أثناء إشارته إلى غسالة الأطباق، أكد نيكسون على سعيه لتسهيل حياة النساء من خلال الوحدات المُجهزة مسبقًا. ردّ خروتشوف قائلًا: "موقفكم الرأسمالي تجاه النساء لا وجود له في ظل الشيوعية"،  فردّ نيكسون قائلًا: "أعتقد أن هذا الموقف تجاه النساء عالمي. ما نريده هو تسهيل حياة ربات البيوت لدينا". 

## البث التلفزيوني ورد الفعل الأمريكي
بثّت شبكات التلفزيون الأمريكية الرئيسية الثلاث مناظرة المطبخ في 25 يوليو 1959. احتجّ السوفييت لاحقًا، إذ اتفق نيكسون وخروشوف على بثّ المناظرة في آنٍ واحد في أمريكا والاتحاد السوفييتي، وهدّد السوفييت بحجب التسجيل حتى يصبحوا مستعدين للبث. مع ذلك، شعرت الشبكات الأمريكية أن التأخير سيُفقد الأخبار أهميتها المباشرة. بُثّت المناظرة على تلفزيون موسكو في 27 يوليو، وإن كان ذلك في وقت متأخر من الليل، ولم تُترجم تصريحات نيكسون إلا جزئيًا.
كان رد الفعل الأمريكي متباينًا. وصفته صحيفة نيويورك تايمز بأنه "حوارٌ أبرز الهوة بين الشرق والغرب، لكنه لم يكن له تأثير يُذكر على القضية الجوهرية"، ووصفته بأنه حيلة سياسية. كما أعلنت الصحيفة أن الرأي العام بدا منقسمًا بعد المناظرات. من ناحية أخرى، أشادت مجلة تايم بنيكسون، قائلةً إنه "نجح بطريقة فريدة في تجسيد شخصية وطنية فخورة بالإنجازات السلمية، واثقة من أسلوب حياتها، واثقة من قوتها في ظل التهديد".
اكتسب نيكسون شعبية بسبب الطبيعة غير الرسمية للتبادل، محسنًا الاستقبال الفاتر الذي حظي به سابقًا لدى الجمهور الأمريكي.   ووفقًا لويليام سافير، فقد أثار إعجاب خروشوف أيضًا: "خرج خروشوف الذكي من مبارزته الشخصية بالكلمات مع نيكسون مقتنعًا بأن المدافع عن الرأسمالية لم يكن صعب المراس فحسب، بل كان قوي الإرادة أيضًا."
وقد أدت الرحلة إلى رفع مكانة نيكسون كرجل دولة، مما أدى إلى تحسين فرصه بشكل كبير في الحصول على ترشيح الحزب الجمهوري للرئاسة في العام التالي. وفي اجتماع عام 1961 مع خصم نيكسون في الانتخابات التي تلت ذلك، جون كينيدي، مازح خروشوف بأنه صوت لصالح كينيدي. 
في مناظرة المطبخ، ادّعى خروتشوف أن أحفاد نيكسون سيعيشون في ظل الشيوعية، بينما ادّعى نيكسون أن أحفاد خروتشوف سيعيشون بحرية. في مقابلة عام 1992، علّق نيكسون بأنه كان متأكدًا وقت المناظرة من خطأ ادعاء خروتشوف، لكنه لم يكن متأكدًا من صحة ادعائه. قال نيكسون إن الأحداث أثبتت صحة كلامه، لأن أحفاد خروتشوف (ابنه، سيرجي خروتشوف، كان مواطنًا أمريكيًا متجنسًا) يعيش في الولايات المتحدة، مشيرًا إلى انهيار الاتحاد السوفيتي آنذاك. 

## روابط خارجية
- تسجيل الفيديو الملون الأصلي، Part 1 على يوتيوب والجزء Part 2 على يوتيوب
- تتوفر نسخة مختصرة على موقع TeachingAmericanHistory.org، وهو مشروع لمركز Ashbrook بجامعة Ashland
- نسخة أكثر اكتمالاً نسخة محفوظة February 27, 2021, على موقع واي باك مشين. من النص متاح.
- فقدان تسجيلات الفيديو المبكرة - مقال عن شريط فيديو "نقاش المطبخ" المفقود